# Titularbistum Buxentum
Buxentum (ital.: Capo della Foresta) ist ein Titularbistum der römisch-katholischen Kirche.
Es geht zurück auf einen Bischofssitz in der Stadt Buxentum, die sich in der italienischen Region Kampanien befand.
| Titularbischöfe von Buxentum |                                           |                                                                     |                   |                    |
| Nr.                          | Name                                      | Amt                                                                 | von               | bis                |
| 1                            | Francisco Cedzich SVD                     | Prälat von Alto Paraná (Paraguay)                                   | 11. Mai 1968      | 23. Dezember 1971  |
| 2                            | Miho Pušić Titularerzbischof pro hac vice | emeritierter Bischof von Hvar (Kroatien)                            | 6. Juni 1970      | 10. Mai 1972       |
| 3                            | Desiderio Elso Collino                    | Weihbischof in Rosario (Argentinien)                                | 21. Januar 1972   | 7. November 1972   |
| 4                            | José María Márquez Bernal CMF             | Prälat von Humahuaca (Argentinien)                                  | 10. Oktober 1973  | 3. November 1977   |
| 5                            | Dominic Joseph Chwane Khumalo OMI         | Weihbischof in Durban (Südafrika)                                   | 27. Februar 1978  | 27. April 2006     |
| 6                            | Joseph Karikkassery                       | Weihbischof in Verapoly (Indien)                                    | 25. November 2006 | 18. Dezember 2010  |
| 7                            | Eugenio Andrés Lira Rugarcía              | Weihbischof in Puebla (Mexiko)                                      | 24. Februar 2011  | 22. September 2016 |
| 8                            | Carlos Tomás Morel Diplán                 | Weihbischof in Santiago de los Caballeros (Dominikanische Republik) | 14. Dezember 2016 | 18. Oktober 2024   |